# ورا کسپری
ورا کسپری (انگلیسی: Vera Caspary؛ ۱۳ نوامبر ۱۸۹۹ – ۱۳ ژوئن ۱۹۸۷) یک فیلم‌نامه‌نویس، رمان‌نویس و نمایش‌نامه‌نویس اهل ایالات متحده آمریکا بود.

## فیلم‌شناسی
- Hooray for Love, (۱۹۳۵; contributor to treatment; uncredited)
- Party Wire, (1935; داستان؛ uncredited)
- Easy Living, (۱۹۳۷; داستان)
- Service de Luxe, (۱۹۳۸; داستان)
- بانویی از لوئیزیانا, (۱۹۴۱; فیلم‌نامه)
- لورا, (۱۹۴۴; رمان)
- Claudia and David, (۱۹۴۶; اقتباس)
- Bedelia, (۱۹۴۶; رمان؛ فیلم‌نامه)
- Out of the Blue, (۱۹۴۷; داستان)
- نامه‌ای به سه همسر, (۱۹۴۹; اقتباس)
- I Can Get It for You Wholesale, (۱۹۵۱; اقتباس)
- سه شوهر, (۱۹۵۱; فیلم‌نامه؛ داستان)
- Give a Girl a Break, (۱۹۵۳; داستان)
- بلو گاردنیا, (۱۹۵۳; داستان)
- The 20th Century Fox Hour, (۱۹۵۵; episodes)
- دختران, (۱۹۵۷; داستان)
- Bachelor in Paradise, (۱۹۶۱; داستان)